# Liste der Monuments historiques in Grand-Fougeray
Die Liste der Monuments historiques in Grand-Fougeray führt die Monuments historiques in der französischen Gemeinde Grand-Fougeray auf.

## Liste der Bauwerke
| Bezeichnung             | Beschreibung | Standort | Kennzeichnung | Schutzstatus | Datum | Bild           |
| ----------------------- | ------------ | -------- | ------------- | ------------ | ----- | -------------- |
| Kreuz                   |              | (Lage)   | PA00090584    | Inscrit      | 1930  | weitere Bilder |
| Schloss                 |              | (Lage)   | PA00090585    | Classé       | 1913  | weitere Bilder |
| Ehemaliger Justizpalast |              | (Lage)   | PA00090586    | Inscrit      | 1930  | weitere Bilder |

## Liste der Objekte

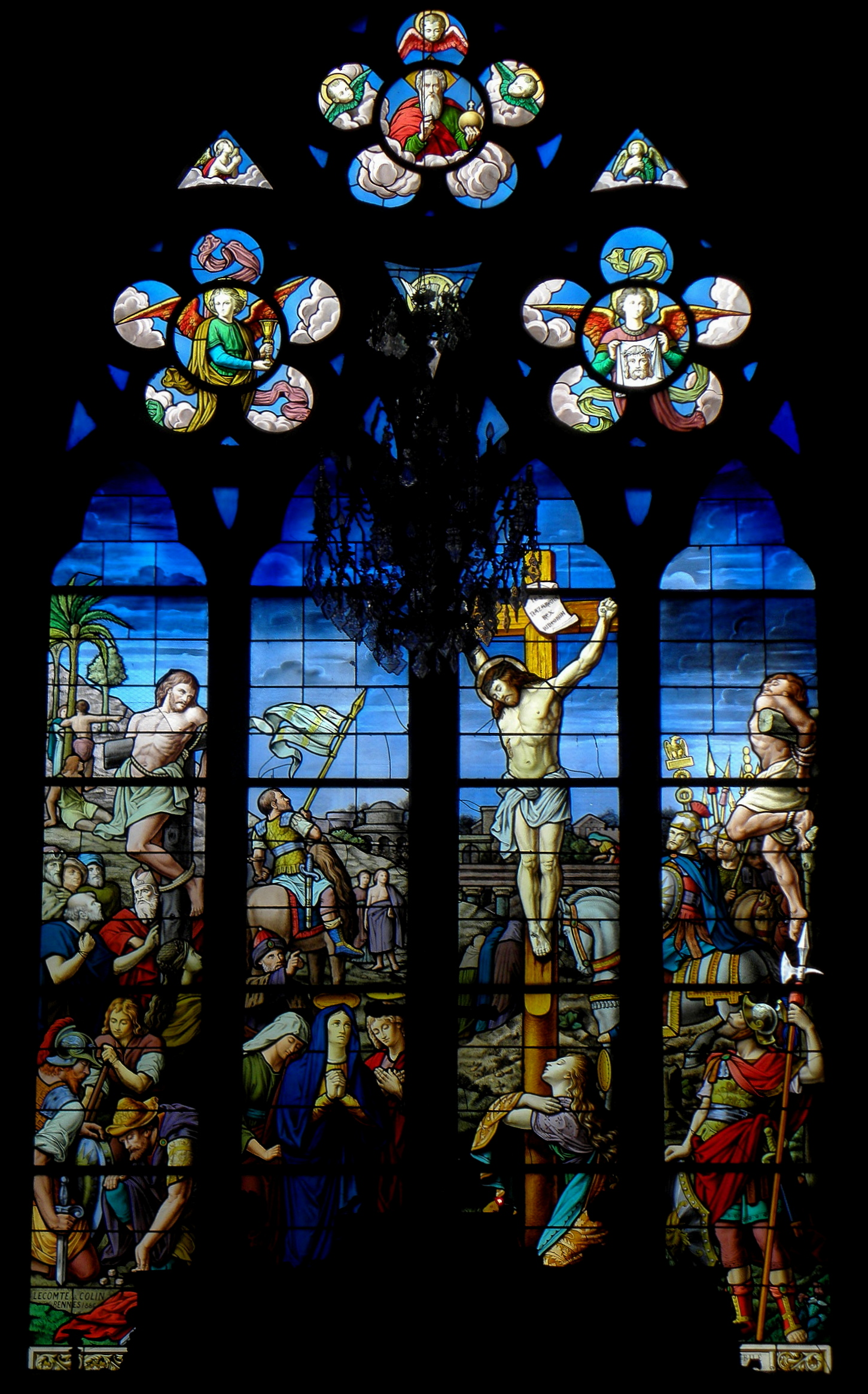
Bleiglasfenster (Ende des 19. Jahrhunderts) in der Kirche St-Pierre-St.Paul

- Monuments historiques (Objekte) in Grand-Fougeray in der Base Palissy des französischen Kultusministeriums

Siehe auch: Kreuzigungsfenster (Grand-Fougeray)